# Heinrich Federer (Maler)
Heinrich Federer (* 1819 in Freiburg; † 1859 in Ehrenstetten) war ein deutscher Landschafts- und Porträtmaler.

## Leben
Federer hielt sich 1845 bis vor 1847 in Paris auf. Dort studierte er an der École des Beaux-Arts und wahrscheinlich im Atelier von Michel-Martin Drolling. Gegen 1847 war er in Freiburg i.Br. und unternahm Reisen u. a. durch die Schweiz und Bayern. Es folgte die Teilnahme an Ausstellungen u. a. im Rheinland, in Straßburg und in Augsburg. Noch vor 1856 zog Federer nach Düsseldorf.